# 牛場暁夫
牛場 暁夫（うしば あきお、1946年12月 - ）は、日本のフランス文学者、慶應義塾大学名誉教授。専攻はフランス文学、特にマルセル・プルーストである。

## プルースト
『失われた時を求めて』における「名付け」の場面の重要性を指摘した論文（Bulletin Marcel Proust, 2014, p.33-55） はフランスで高く評価された。『全集』版の研究／年譜や書簡集（3巻分・分担訳、筑摩書房）全訳にも参加している。
象徴主義の詩人ステファヌ・マラルメがプルーストに与えた影響を考察した論文(Marcel Proust 5, 2005, p.85-108) は、マラルメ研究の第一人者ベルトラン・マルシャル教授によって高く評価された。
《 Du repas flaubertien au repas proustien 》　in   Proust et les moyens de la connaissance, A. Bouillaguet (dir.) Presses universitaires de Strasbourg, 2009 ほか

## 経歴

### 学歴
- 1970年 慶應義塾大学文学部仏文科卒業
- 1972年 同大学院文学研究科仏文専攻修士課程修了
- 同年、パリ第四大学高等師範学校（エコール・ノルマル・シュペリウール）（フランス政府給費留学生）
- 1976年 パリ第四大学課程博士号取得
- 1979年 慶大博士課程単位取得退学

### 職歴
- 1977年 慶應義塾大学文学部助手
- 1982年 助教授
- 1990年 教授
- 1991年 NHKテレビ（フランス語会話）講師
- 1999年 慶應義塾女子高等学校長（2003年まで、兼任）
- 2004年 パリ国際大学都市日本館館長（2006年まで）
- 2009年 慶應義塾大学大学院文学研究科委員長
- 2012年　慶大定年退任、名誉教授

### 受賞歴
- 1978年 義塾賞
- 1997年 教育功労章シュヴァリエ

## 著書
- 『マルセル・プルースト―『失われた時を求めて』の開かれた世界』 河出書房新社、1999年
- 『失われた時を求めて 交響する小説』 慶應義塾大学出版会、2011年
- 『受容から創造へ　文学・芸術に導かれて』作品社、2024年

### 共編著
- 『ロワイヤル仏和中辞典』田村毅ほか編　旺文社　1989　ほか

### 翻訳
- 『ジャン・コクトー全集』 I巻、 III巻 東京創元社 1980,1982
- 『夜の終り モーリヤック著作集2』春秋社 1983
- 『二十世紀の小説』ジャン＝イヴ・タディエ 比留川彰・鈴木順二共訳 大修館書店 1995.3

## 家族
- 妻朝吹由紀子は翻訳家で、朝吹登水子の娘。
- 息子は慶應義塾大学理工学部生命情報学科教授の牛場潤一。
- 父は牛場大蔵、叔父に牛場友彦、牛場信彦。